# Yannis Ziagas
Yannis Ziagas (în greacă Γιάννης Ζιάγκας; n. 12 decembrie 1940, Trikala, Tesalia-Grecia centrală⁠(d), Grecia – d. 26 ianuarie 2025, Trikala, Tesalia-Grecia centrală⁠(d), Grecia) a fost un politician grec. Membru al PASOK, a servit în Parlamentul European din 1982 până în 1984 și în Parlamentul elen din 1985 până în 1993 și din nou din 1996 până în 2000.
Ziagas a murit la Trikala pe 26 ianuarie 2025, la vârsta de 84 de ani.